# جدجد قصير الذنب
جدجد قصير الذنب (الاسم العلمي: Gryllus brevicaudus) هو نوع من الحشرات يتبع جنس الجدجد من فصيلة الجداجد الحقيقية.